# Laemonema yuvto
Laemonema yuvto is een straalvinnige vissensoort uit de familie van diepzeekabeljauwen (Moridae). De wetenschappelijke naam van de soort is voor het eerst geldig gepubliceerd in 1990 door Parin & Sazonov.